# Henrik af Trolle (militär)
Henrik af Trolle, född 24 november 1730 i Stockholm, död 12 mars 1784 i Karlskrona, var en svensk sjömilitär (generalamiral). Han var son till Georg Herman af Trolle.

## Tidiga år
af Trolle blev 1740, vid tio års ålder, skeppsgosse, 1748 lärstyrman och 1751 medelstyrman. Under en resa från Holland till Sydamerika 1751–52 med en preussisk handelsfregatt råkade man i en fyra timmar lång strid med fyra spanska fartyg. Trolle och den övriga besättningen blev tillfångatagna och förda till Cartagena i Colombia. Först efter fyra månader blev de frigivna. 1754 utnämndes af Trolle till överstyrman och följande år till löjtnant vid Amiralitetet.

## I pommerska kriget
afTrolle tjänstgjorde i pommerska kriget som konstituerad kaptenlöjtnant. Som chef på galären Carlscrona ombesörjde han 1758 belägringsbehovens transporterande till Peenemünde samt deltog i denna skans erövring och i affären vid Anklamer-Fehr, då han med två galärer bortjagade två preussiska krigsfartyg.
Han deltog 1759 som Axel von Fersens stabsadjutant vid erövringen av Usedom och Wollin samt i sjöträffningen i Frisches haff. 1760 förde af Trolle befälet över Svenska eskadern i samma farvatten samt över de trupper som skulle ovannämnda öarna. Följande år blev han kapten vid arméns flotta, och, trots överadjutant hos général-en-chef i Pommern, fortsatte han att föra befälet över eskadern i nyss nämnda farvatten. Han ansvarade då för att upprätthålla förbindelsen mellan de i Hinterpommern stående ryska trupperna och svenskarna förmedelst det på Wollin förlagda infanteriet, som han även kommenderade. Därjämte höll han den preussiska flottiljen, bestående av två fregatter om arton kanoner och fyra mindre bevärade fartyg, inspärrad i Oderströmmen samt tog åtskilliga priser. 
1762 blev af Trolle major och satte som tygmästare på mindre än två månader alla i Pommern nyttjade galärer och andra fartyg i tjänstbart skick och utrustade dem till att transportera trupperna till Sverige. De närmast följande åren var han sysselsatt med mönstringar av arméns flottas båtsmanshåll, exercis samt nybyggnader för densamma.

## Skärgårdsflottans befälhavare
Då flottans reduktion 1766 tycktes förestå reste af Trolle på egen bekostnad till Brest, där han på franska regeringens speciella rekommendation fick tillåtelse att studera franska flottan och dess inrättningar. Därifrån for han sedan till Flandern, där han besåg fästningarna och till Amsterdam, där han skaffade sig kunskap om holländska flottan. 
Från 1770, då arméns flotta blev återupprättad och förenad med armén, tjänstgjorde af Trolle, nyss befordrad till överstelöjtnant, som fältmarskalk Augustin Ehrensvärds närmaste man vid nämnda flotta och ansvarade ända till Ehrensvärds död för hela flottans upprustning, förvaltning och exercis. 
För sin medverkan vid 1772 års revolution blev af Trolle utnämnd till överste i armén samt tillförordnad befälhavare för arméns flotta, trots att han först 1773 blev dess chef. Som sådan vinnlade han sig om dess ökande och vidare utbildning. Under exercisexpeditioner i skärgården uppgjorde han exercisreglementen för denna flotta. På kunglig befallning författade han ett projekt till instruktion för arméns flottas styrelse, vilket också vann kungens stadfästelse. 1775 blev af Trolle på begäran chef för Nylands regemente, men med bibehållande av chefskapet över arméns flotta och de därmed förenade löneförmåner, 1776 generalmajor och 1777 chef för galäreskadern, som då förenades med arméns flotta under namnet Svenska eskadern. (Den förra arméns flotta fick namnet Finska eskadern.)

## Upprustning av flottan
År 1777 åtföljde af Trolle kung Gustav III på dennes resa till Sankt Petersburg där kejsarinnan Katarina särskilt utmärkte honom. Under de närmast följande åren hade af Trolle för arméns flotta heta strider att utkämpa mot riksrådet Falkengren, hertig Karl och de övriga motståndarna till nämnda flotta, så ock att försvara den av samma motståndare förtalade utmärkte skeppsbyggmästaren Fredrik Henrik af Chapman. af Trolle hade nog inte avgått med segern, om han inte ägt mäktiga beskyddare i riksråden Ulrik Scheffer och Carl Sparre. Den förre var egentligen den, som drog fram af Trolle. I certkommissionen utvecklade och försvarade af Trolle, i april 1780, på ett övertygande sätt Chapmans och sina egna åsikter om skärgårds- och örlogsflottorna samt fartygens storlek och byggnadssätt. 
Redan på Karl XII:s tid hade man börjat inse, att 60- till 70-kanon-skepp i Östersjön gjorde mera nytta än 110-kanonskepp. Till denna åsikt hade även af Chapman och af Trolle kommit. De ville därför, att örlogsflottan skulle bestå dels av linjeskepp av denna cert, dels av en lätt fregatteskader. Örlogsflottan skulle därigenom lättare kunna samverka med arméns flotta och lanthären, vilket aldrig kunde ske, om man lade an på att ha flera skepp av 110 kanoner. 
af Trolle visade, att, trots att amiralitetet sedan 1772 erhållit 136 tunnor guld, eller 17 tunnor årligen, hade dock knappt 3 skepp blivit byggda; arsenaler och rustkamrar, som borde varit försedda, var tomma. Trolle ådalade "genom ojäfaktiga kalkyler, att riket inom sju år med blott 18 tunnor guld 300,000 riksdaler specie årligt statsanslag, d.ä. 126 tunnor guld", skulle ha till sin disposition 21 linjeskepp av 60 £ 80 kanoner samt 15 svåra och 6 lätta fregatter, detta huvudsakligen genom nybyggnader. Han visade dessutom, att de gamla flytande sjökastellen, eller 110-kanonskeppen, fordrat större besättningar, än som var fördelaktigt för ett så folkfattigt land som Sverige. För en flotta av sådana fartyg fattades 2,000 man, då hela båtsmanshållet var uppbådat; efter af Trolles förslag skulle endast 900 man fattas. Han ansåg att flottan borde reformeras och tillstyrkte för den skull Chapmans skeppscert av skeppet Wasa, med ändringar han ansåg vara nödvändiga att göra. Medlemmarna i certkommissionen var av olika meningar om detta förslag, som dock slutligen tillstyrktes.

## Generalamiralen
Några veckor senare, den 8 juni 1780, utnämndes af Trolle till generalamiral. Med detta ämbete, som inte varit tillsatt sedan Hans Wachtmeisters död (1714), följde högsta ledningen av örlogsflottan, om än hertig Karl var storamiral. Trolle fortsatte dock att vara chef även för arméns flotta. Han skrev själv det förslag till en instruktion för generalamiralen, som kungen i huvudsak stadfäste. Den innehöll huvudsakligen, att han ensam skulle vara ansvarig inför Kunglig Majestät vad gäller både flottans utrustning och utbildning , både vad gäller material och personal samt hushållningen i fred och under krig. Endast dockbyggnaden och kadettkåren blev för undantagna hans överbefäl. Vidare skulle överste af Chapman assistera honom. Trolle hade åtagit sig att på sju år bygga 16 nya 60-kanonskepp samt 12 svåra och fyra lätta fregatter efter det förslag, som certkommissionen framställt. Han hann visserligen aldrig fullgöra denna plan i hela dess omfång, men att Gustav III ändå fick en stark flotta var huvudsakligen Trolles och Chapmans förtjänst.
På våren 1783 delgav kungen af Trolle sitt projekt att anfalla Danmark. af Trolle ansåg denna plan djärv, men inte omöjlig och föreslog att stänga in den danska flottan i Köpenhamn, innan hon hunnit armera sig. De politiska förhållandena tillät dock inte kungen att genomföra detta anfall. Under sitt besök i Italien 1784 skrev kungen i sitt sista brev till af Trolle: Jag finner med stor förnöjelse, att med 3 gånger mera penningar, än jag ger åt min flotta, får konungen av Neapel endast sju 70-kanonskepp och 10 fregatter. Jag behöver ej ha större opinion om Generalamiralens arbete än jag hade, men detta har ej förminskat den.
Fyra dagar innan kungen skrev detta, hade af Trolle emellertid avlidit i Stockholm. En medlem av kungens närmaste omgivning skrev i anledning av dödsfallet till Reuterholm: Som Kunglig Majestät alltid uti Martii månad skall hafva någon motgång, så dog förleden natt kl. 1 generalamiral Trolle utav halssjuka, som här är mycket gängse. Det är en stor förlust för kungen och en saknad för alla, som stått under hans kommando. Till kungen åter skrev kanslipresidenten Gustaf Filip Creutz den 12 mars: Olycksslaget har skett, Trolle har dukat under för sin sjukdom, och oaktat alla läkares omsorger avlidit denna natt. Det är omöjligt att finna en man, som med de sällsyntaste dygder förenar hans talanger, nit, mod, rättskaffenshet, ordningssinne, fasthet och den renaste, oegennyttigaste kärlek för sin konung. 
Dessa vackra lovord var nog i huvudsak sanna och riktiga. Förlusten var oersättlig för Gustav III. af Trolles efterträdare i ledningen av flottorna, överamiralen Carl August Ehrensvärd, visade sig nämligen snart inte egentligen vuxen sin uppgift. Trolle dog djupt skuldsatt, men Gustav III sörjde för hans familj. af Trolles måg, Karl Henrik af Trolle (född 1763, gift 1803), var son till en borgare i Karlskrona och hette ursprungligen Ekholm, men adlades 1802 med namnet af Trolle och adopterades på adliga ätten af Trolle; han avled som konteramiral, barnlös, 1819 i Karlskrona.